# Фортуна
Форту́на (лат. Fortuna) — древнеримская богиня удачи и непредсказуемости судьбы . Отождествлялась с древнегреческой Тюхе, которая является божеством случая, богиней удачи и судьбы.
В переводе с латинского Фортуна (лат. Fortuna) означает судьба.
Именем богини назван астероид (19) Фортуна, открытый в 1852 году.

## Происхождение
Культ Фортуны — один из самых старых, заимствованных Римом культов италийского происхождения (новенсилы, лат. di novensidenses). Римское предание содержит ясное представление только о поздней Фортуне, тождественной Тюхе и приписывает введение культа любимцу счастья, бывшему рабу Сервию Тулию. Он воздвиг храм Фортуне за пределами Рима на правом берегу реки Тибр как выполнение обещания римлянам, сделанного во время этрусских войн. Древнейшее, первоначальное значение богини с трудом поддаётся определению.
На основании характера праздника Fortis Fortunae и времени его проведения (24 июня) делались выводы, что первоначальное значение богини было земледельческое — обоготворение случайности, непредвиденного стечения обстоятельств, которые играют такую важную роль в жизни земледельца.

## Культ
Праздник Fortis Fortunae был связан с земледелием и отмечался 24 июня. Другой характер имеет Фортуна скотного рынка; её тесная связь и соседство с Матер Матута (лат. Mater Matuta) позволяют думать, что, как и Матута, она была богиней-покровительницей женщин; на это же указывает и смешение её с Пудицитией (лат. Pudicitia), и обычай невест приносить в дар этой Фортуне Девической (лат. Fortuna virginalis) свои девические платья. Той же богине посвящён был другой храм на Латинской дороге, основанный, по преданию, Кориоланом, где богиня почиталась под именем Фортуны Женской (лат. Fortuna muliebris) . Такое же отношение к женщинам видно и в культе Фортуны Мужской (лат. Fortuna virilis), которой молились 1 апреля женщины низших классов в мужских банях; празднество её совпадало с праздником в честь Венеры. Таким образом, наряду с богиней-покровительницей чистоты и целомудрия, она покровительствовала противоположным качествам женской природы.
Культ Фортуны заимствован был, вероятно, из Лация, где издревле славились её храмы в Анции и Прэнесте. Особенно знаменита была прэнестинская богиня, прозванная Primigenia, то есть перворождённая дочь Юпитера. Эта чуждая латинской религии идея филиации есть, вероятно, результат иноземного, может быть, греческого влияния. Характер богини, как покровительницы женщин и их плодовитости, сказывается в посвящении ей надписей матронами, просящими детей, и в изображении богини с двумя младенцами у грудей, подобно аналогичной богине в Капуе и ряду других, особенно галльских и германских божеств сходного значения. Отличительной чертой прэнестинского культа были предсказания, которые давала богиня; они записывались на палочках дубового дерева, вынимавшихся как жребий (sortes). Эта опять-таки чуждая старолатинским религиозным воззрениям черта привела к тому, что культ прэнестинской богини поздно проник в Рим.
Publica p(opuli) R(omani) было эпитетом и богинь двух других храмов. Это даёт право заключить, что культ прэнестинской богини перешёл в культ богини-покровительницы счастья римского народа. Культ богини счастья вскоре дифференцировался на сотни и тысячи отдельных культов. Боги-покровители определённых лиц, групп, учреждений, дней, времён года и т. п., тысячи римских гениев и персонификаций разделили общее понятие счастья и удачи на тысячи мелких частей.
В виду способности этого божества к дифференциации, наряду с преобладанием в обществе чисто материальных интересов, Фортуна делается наиболее популярной богиней римского Пантеона и почитается под тысячами имён и прозвищ. Характерны в этом отношении слова Плиния Старшего: «по всему свету, повсюду во все часы дня голоса всех призывают и называют одну Фортуну, её одну обвиняют, привлекают к ответственности, о ней одной думают, её одну хвалят, её одну уличают. С бранью почитают её изменчивую, многие считают её слепой, бродячей, непостоянной, неверной, вечно меняющейся, покровительницей недостойных. Ей на счёт ставится и дебет, и кредит, и во всех расчётных книгах смертных она одна занимает и ту, и другую страницу».
Ей посвящаются тысячи алтарей и капелл по всей Римской империи; её изображение появляется в домашних святилищах, на монетах и ещё чаще на предметах промышленности и домашнего обихода; она преобладает, вместе с Меркурием — таким же богом материальной выгоды и удачи — на резных камнях, на свинцовых марках самого разнообразного назначения, на лампах, копилках, сосудах ежедневного употребления и так далее. Популярности богини содействует и то, что она входит, как официальная составная часть, в культ императоров, под именем Фортуна Augusta, наряду с гением Августа; в Помпеях и других местах ей в первые времена империи посвящаются храмы. В Риме особым почитанием со времени возвращения Августа с Востока в 19 г. до н. э. пользуется F. Redux. Культ Фортуны сохраняет своё официальное значение и после Августа, до поздних времён империи. Изображается Фортуна обыкновенно в виде одетой женщины, опирающейся одной рукой на колесо, а другой держащей рог изобилия. Иногда она представлена стоящей на шаре или упирающей в него свой главный атрибут — колесо. Дифференциация характеризуется присоединением атрибутов, например, корабельного носа (F. navalis).
Изображению Фортуны приспособляется к целому ряду персонификаций, стоящих с нею в более или менее тесной связи: Felicitas, Hilaritas, Concordia, Fides и др. так или иначе примыкают к её типу. В силу всеобъемлющего её значения с нею легко сливаются другие божества; так Фортуна сливается с Изидой, завоёвывающей себе в Риме, начиная с I в., огромную популярность; появляется даже прямое олицетворение её всеобъемлемости — культ F. Panthea. Ср. Preller, «Romische Mythologie» (II, 179 и сл.); Peter и Drefler у Roscher’a, «Lexicon der Mythologie» (I, 1503—1558); Wissowa, «Romische Religion and Kultus» (206 и сл.).

## Храмы
Древнейшими храмами её были fanum Fortis Fortunae и aedes Fortunae на Бычьем форуме (forum boarium) в Риме. Первый храм Fortuna primigenia посвящён был, в 194 году до н. э., на Квиринале; вскоре тут же возникли ещё один храм той же богини и храм Fortuna publica, поэтому местность стала называться ad tres Fortunas.
Около 101 года в Риме был построен храм Фортуны huiusce diei — божества, гарантирующего счастливый исход данного дня; ещё раньше, в 180 году, посвящён был диктатором Кв. Фульвием Флакком храм Фортуны equestris богине — покровительнице римской конницы, в память счастливой кавалерийской атаки в кельтиберской войне 180 года.